# Vivo (film)
Vivo är en amerikansk datoranimerad film från 2021, producerad av Columbia Pictures och Sony Pictures Animation för Netflix. Filmen hade premiär på Netflix den 6 augusti 2021. Filmen är regisserad av Kirk DeMicco, tillsammans med Brandon Jeffords. DeMicco har även skrivit filmens manus tillsammans med Quiara Alegría Hudes, från en originalberättelse skriven av henne och Peter Barsocchini. Filmens huvudroll (Vivo) spelas av Lin-Manuel Miranda, som även har agerat som låtskrivare och skrivit filmens alla låtar.

## Handling
Filmen följer den lilla musikälskande kinkajoun Vivo, som beger sig ut på sitt livs stora resa för att leverera en kärlekssång till den före detta sångerskan Marta Sandoval. 

## Rollista (i urval)
| Figur            | Originalröst                                         | Svensk röst                                       |
| ---------------- | ---------------------------------------------------- | ------------------------------------------------- |
| Vivo             | Lin-Manuel Miranda                                   | Bruno Mitsogiannis                                |
| Rosa Hernández   | Zoë Saldaña                                          | Anna Sahlene                                      |
| Andrés Hernández | Juan de Marcos                                       | Claes Janson                                      |
| Dancarino        | Brian Tyree Henry                                    | John Lundvik                                      |
| Valentina        | Nicole Byer (dialog) Aneesa Folds (sångröst)         | Laila Adèle                                       |
| Lutador          | Michael Rooker                                       | Ivan Mathias Petersson                            |
| Gabi Hernández   | Ynairaly Simo                                        | Juliette Safavi                                   |
| Marta Sandoval   | Gloria Estefan                                       | Kayode "Kayo" Shekoni                             |
| Becky            | Katie Lowes (dialog) Bri Holland (sångröst)          | Viva Östervall Lyngbrant                          |
| Eva              | Olivia Trujillo (dialog) Alana de Fonseca (sångröst) | Vanja Kåse                                        |
| Sarah            | Lidya Jewett (dialog) Jada Banks-Mace (sångröst)     | Meleah Myhrberg (dialog) Olivia Cepeda (sångröst) |
| Montoya          | Christian Ochoa                                      | Ole Ornered                                       |

- Övriga medverkande (svenska röster) – Björn Bengtsson, Cecilia Wrangel, Cedrik Hammar, David Lenneman, Isabel Reboia, Ivan Mathias Petersson, Jamil Drissi, John-Alexander Eriksson, Lars Säfsund, Magnus Rongedal, Ole Ornered, Ruben Adolfsson, Stran Hêlîn Çetin, Tyra Adolfsson och Åsa Persson Meczynski
- Studio – Eurotroll AB
- Översättare – Vicki Benckert
- Regissör – Charlotte Ardai Jennefors
- Sånginstruktör – Joakim Jennefors
- Inspelningstekniker – Mikael Regenholz och Jonas Jakobsen Liljehammar
- Mixtekniker – Mikael Regenholz och Jörn Savér
- Projektledare – Anna Sophocleous

Svensk version producerad av Eurotroll AB för Netflix Dubbing